# Les reines du ring
Les reines du ring (en inglés: Queens of the Ring) es una película francesa de 2013 del género de comedia deportiva, dirigida por Jean-Marc Rudnicki. La cinta fue apoyada por WWE Studios. En 2023, Netflix produjo Contra las cuerdas, una serie de televisión mexicana basada en esta cinta.

## Argumento
Una madre soltera con un pasado criminal, se encuentra molesta al ser ignorada por su hijo que está entrando en la adolescencia y prefiere la compañía de sus amigos de escuela a la de ella. Al encontrarse en esta situación, decide apelar a lo único que le interesa a su hijo, la lucha libre profesional. Junto a sus compañeras del supermercado en el que trabaja, comienza a entrenar este deporte con el fin de convertirse en una luchadora profesional para recuperar la atención y el cariño de su hijo.

## Reparto
- Marilou Berry como Rose «Rosa Croft»
- Nathalie Baye como Colette «Wonder Colette»
- Audrey Fleurot como Jessica «Calamity Jess»
- Corinne Masiero como Viviane «Kill Biloute»
- André Dussollier como Richard Cœur de Lion
- Isabelle Nanty como Sandrine Pédrono
- Jacques Frantz como Tonio
- Émilie Gavois-Kahn como Evelyne
- CM Punk, The Miz y Eve Torres como ellos mismos